# Station Genval
Station Genval is een Belgisch spoorwegstation met een merkwaardige art-nouveau- of jugendstildecoratie langs spoorlijn 161 (Brussel - Namen).
Het stationsgebouw is van het type 1893 R4.
Sinds 1 maart 2024 zijn de loketten van dit station enkel in de week geopend tussen 7 en 14.15 uur. 

## Historiek
Het spoorwegstation van Genval (deelgemeente van Rixensart in Waals Brabant) is gebouwd door architect G. De Lulle in 1910, zoals blijkt uit de inschrijving "Anno 1910" boven de ingangsdeur.

## Architectuur
Qua architectuur is het gebouw niet art nouveau maar eclectisch, met art-nouveau-decoratie.
Het station, uit oranje en gele bakstenen, is gebouwd volgens het standaardmodel 1893 van de staat en bestaat uit een hoog hoofdgebouw verlengd door twee lagere en asymmetrische extensies aan weerszijden.
Langs de kant van de sporen is het perron beschermd door een luifel in smeedijzer.

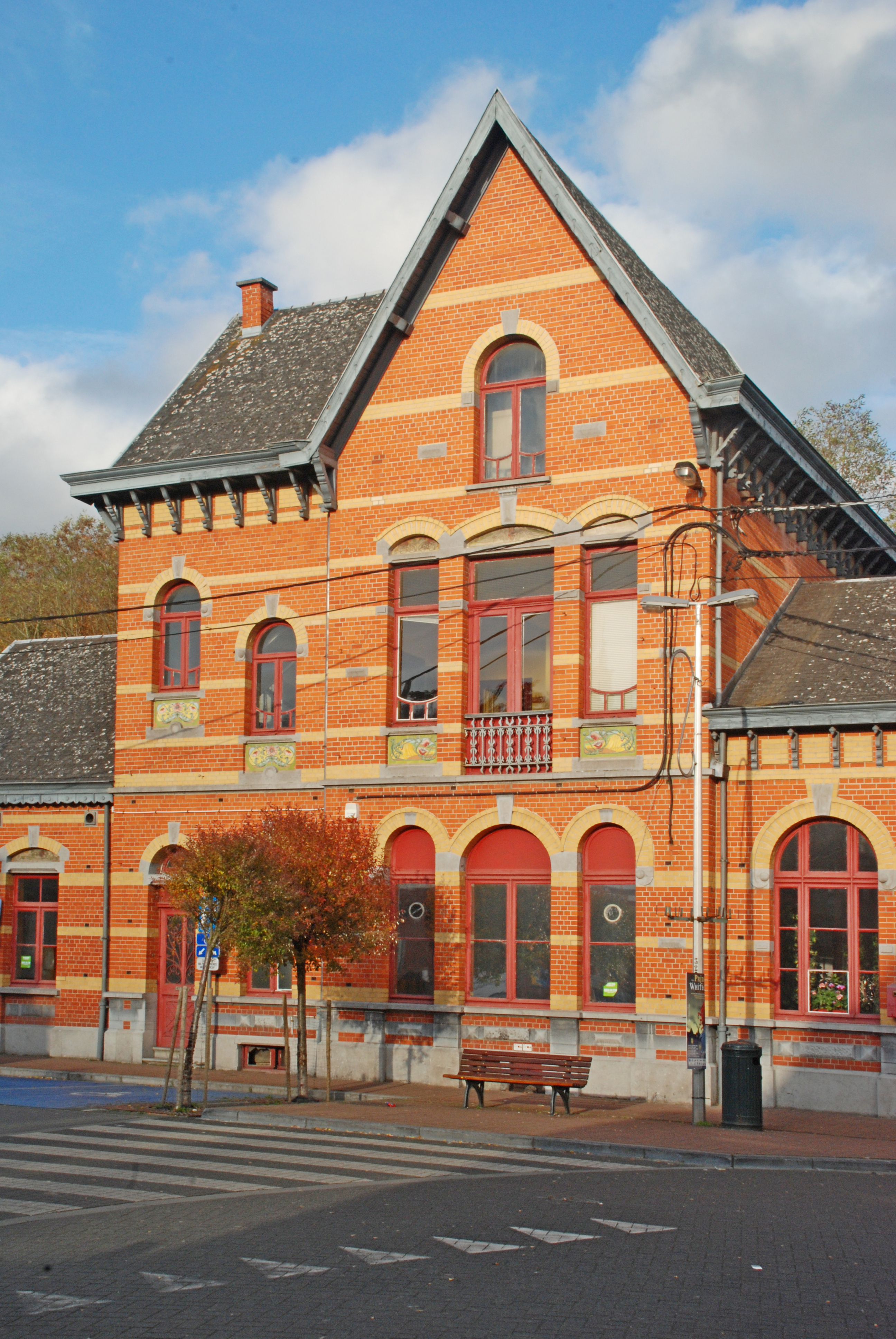
Stationsgebouw
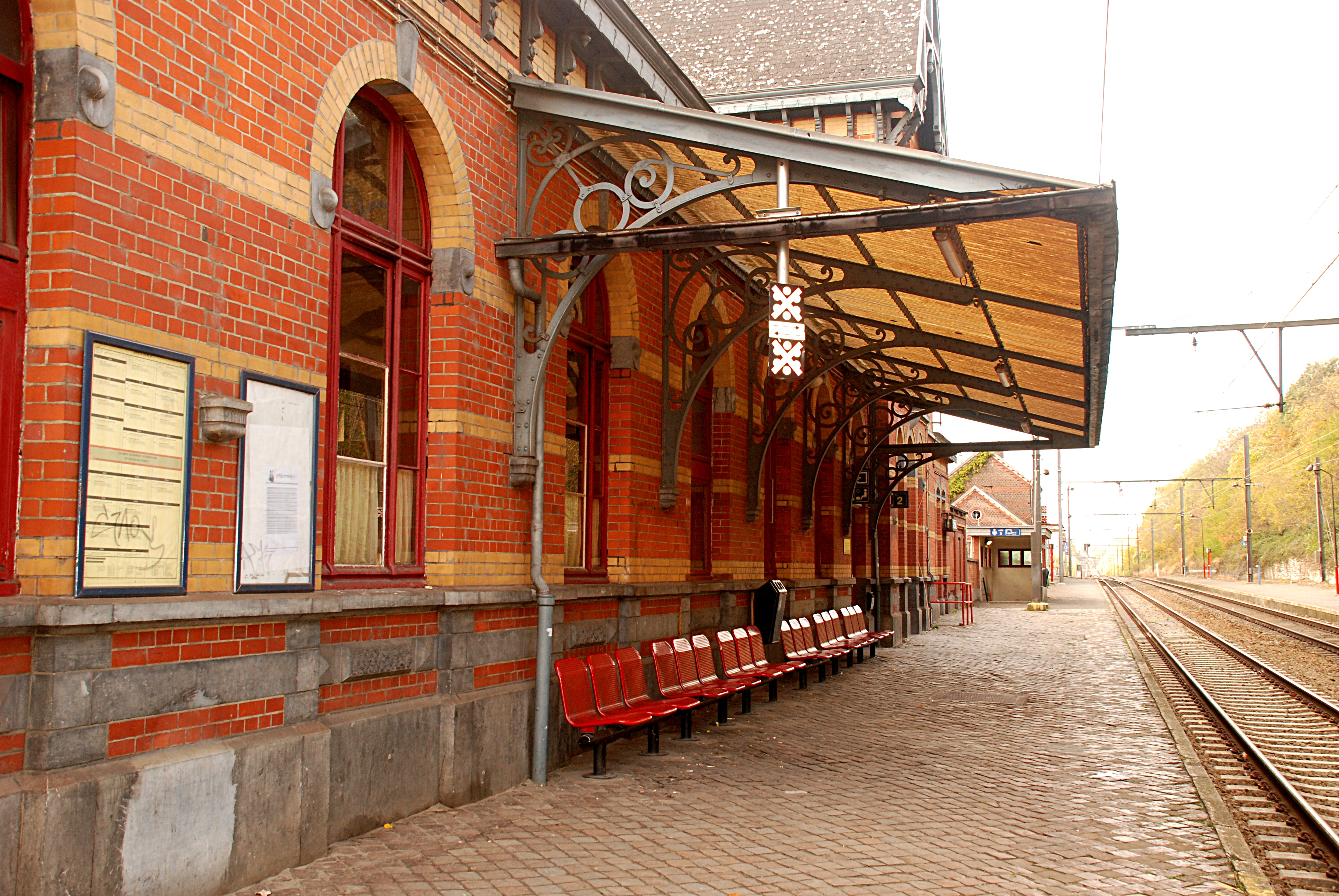
de perronsoverkapping

## Art-nouveau-decoratie
De art-nouveau-decoratie van de voorgevel bestaat uit vier keramiekpanelen met papavermotieven, vier sgraffiti met bloemenmotief en één sgraffito die het "gevleugeld wiel" voorstelt, symbool van de spoorweg sinds de negentiende eeuw.
Het "gevleugeld wiel" verwijst naar Hermes, god van de reizigers.

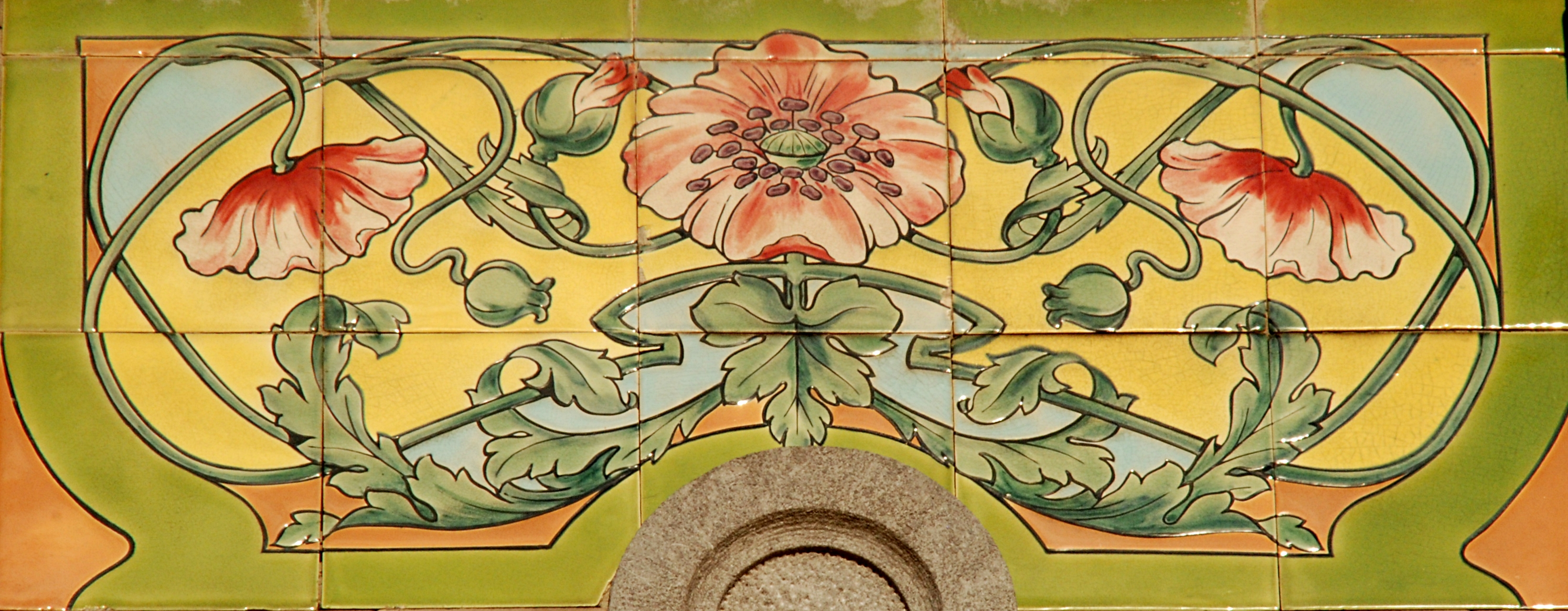
Ceramiek met papaver
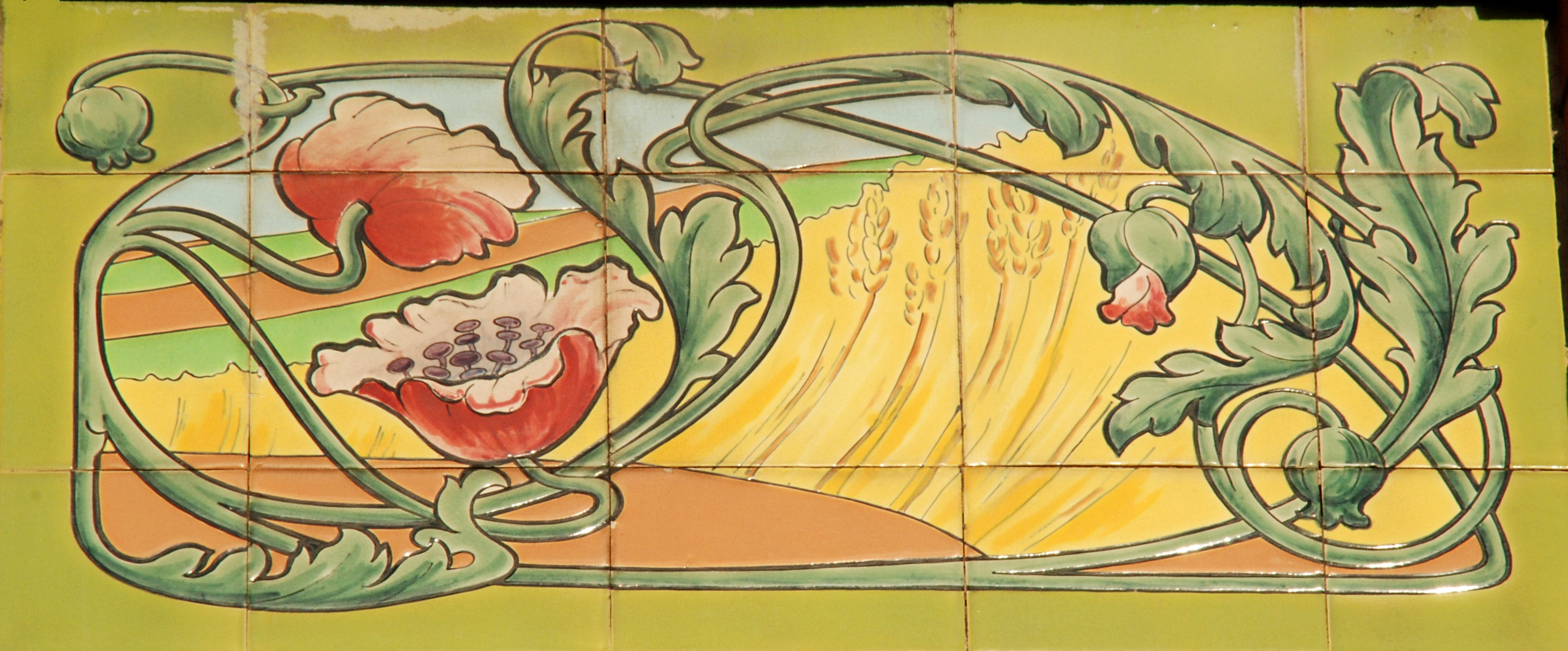
Ceramiek met papaver

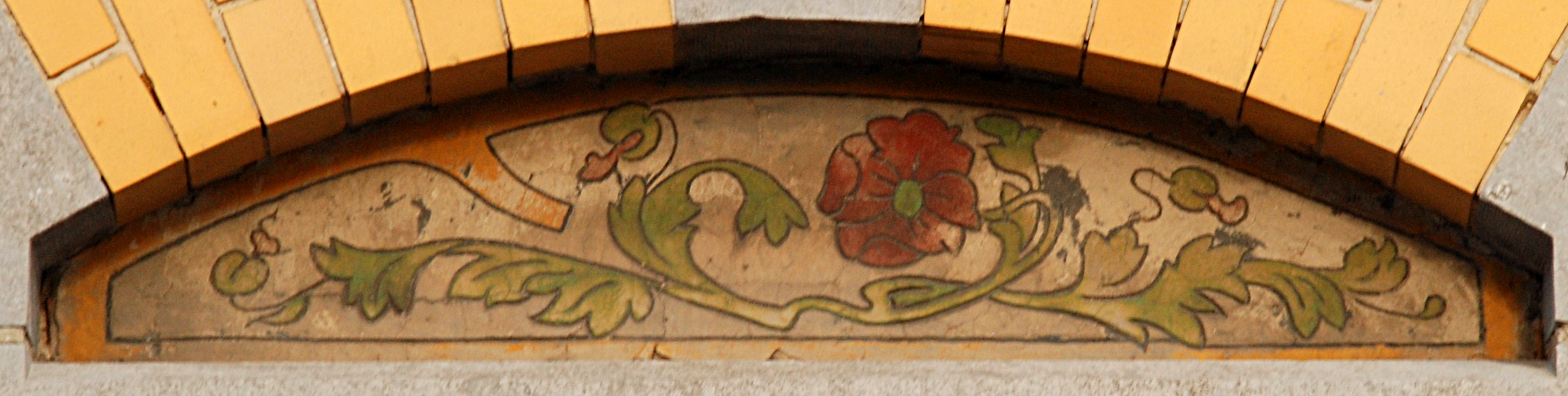
Sgraffito met bloemenmotief
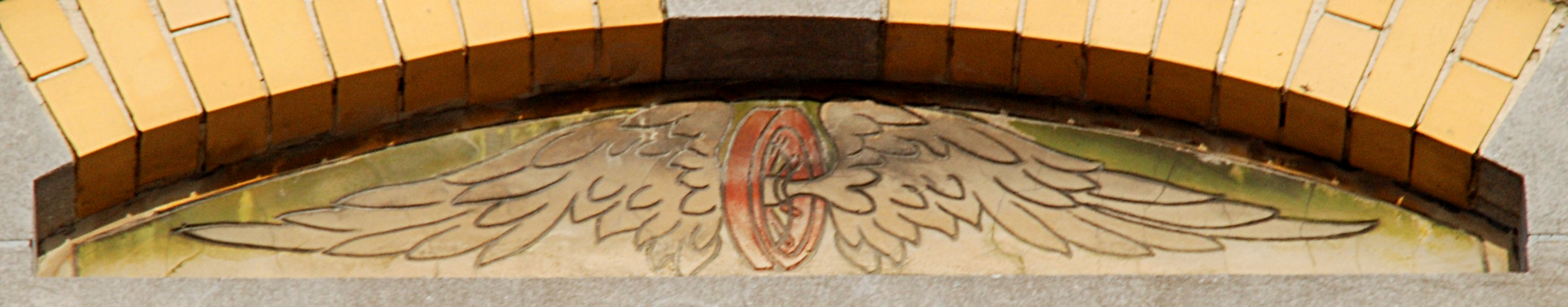
Sgraffito met "gevleugeld wiel"

## Treindienst
| Serie | Treinsoort | Route                                                                             | Bijzonderheden |
| ----- | ---------- | --------------------------------------------------------------------------------- | --- |
| S 8   | GEN (NMBS) | Zottegem – Brussel-Zuid – Brussel-Schuman – Genval – Ottignies – Louvain-la-Neuve | Rit naar Zottegem rijdt niet in het weekend. Een rit rijdt dagelijks tussen Brussel-Zuid - Ottignies. Een rit rijdt dagelijks tussen Ottignies - Louvain-la-Neuve. |

## Galerij

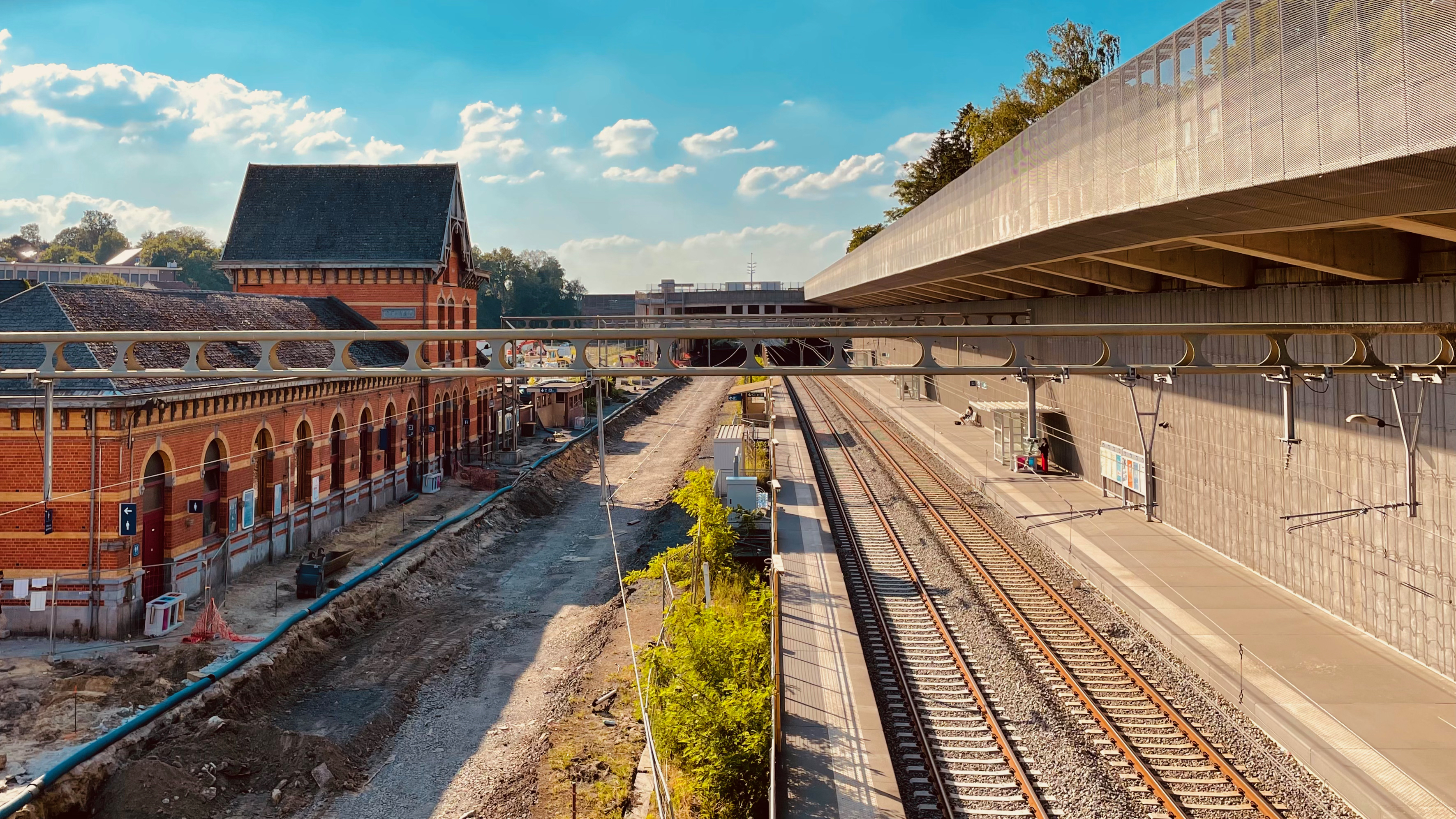
Zicht op de sporen
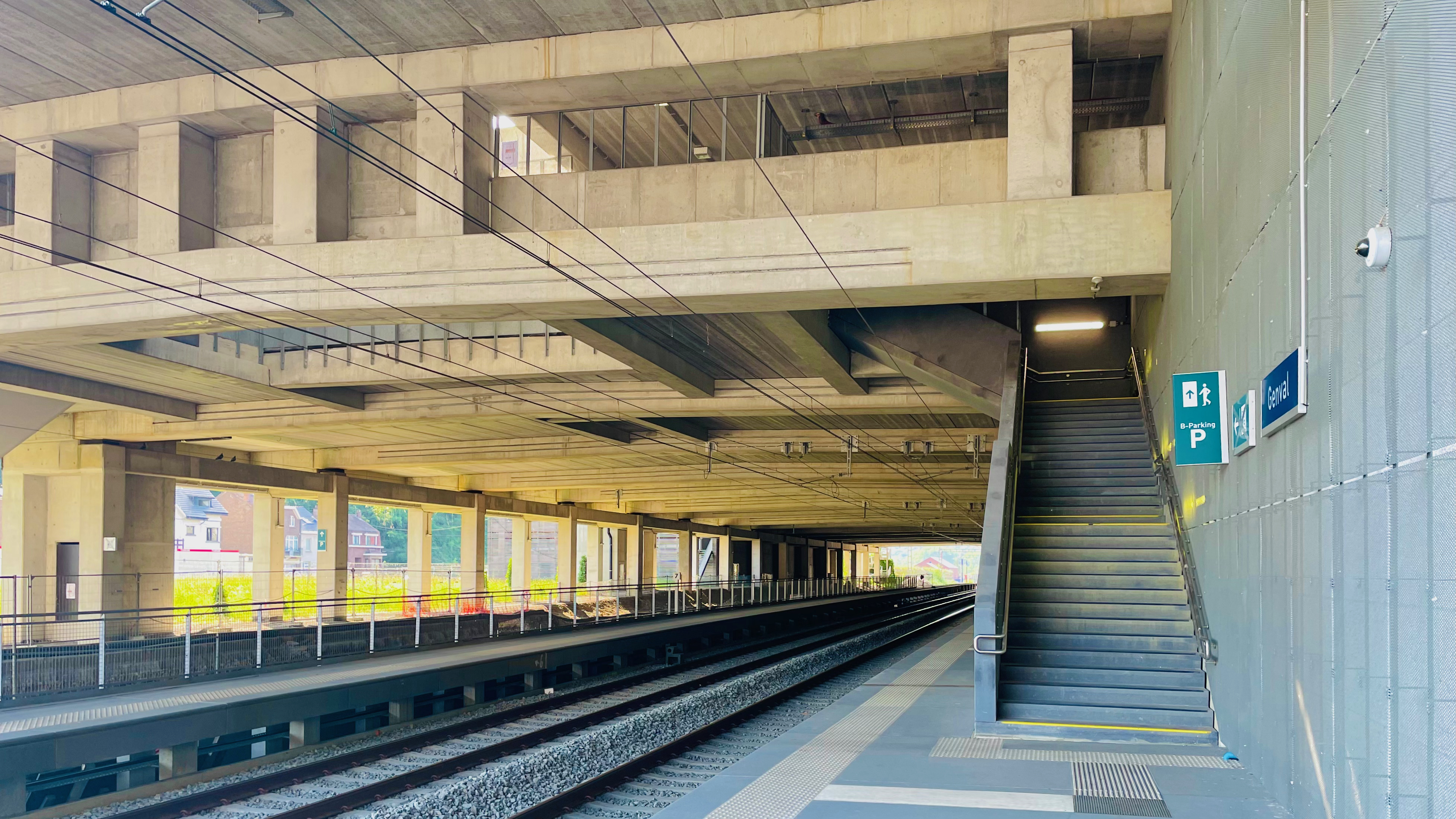
Onderaan de parking
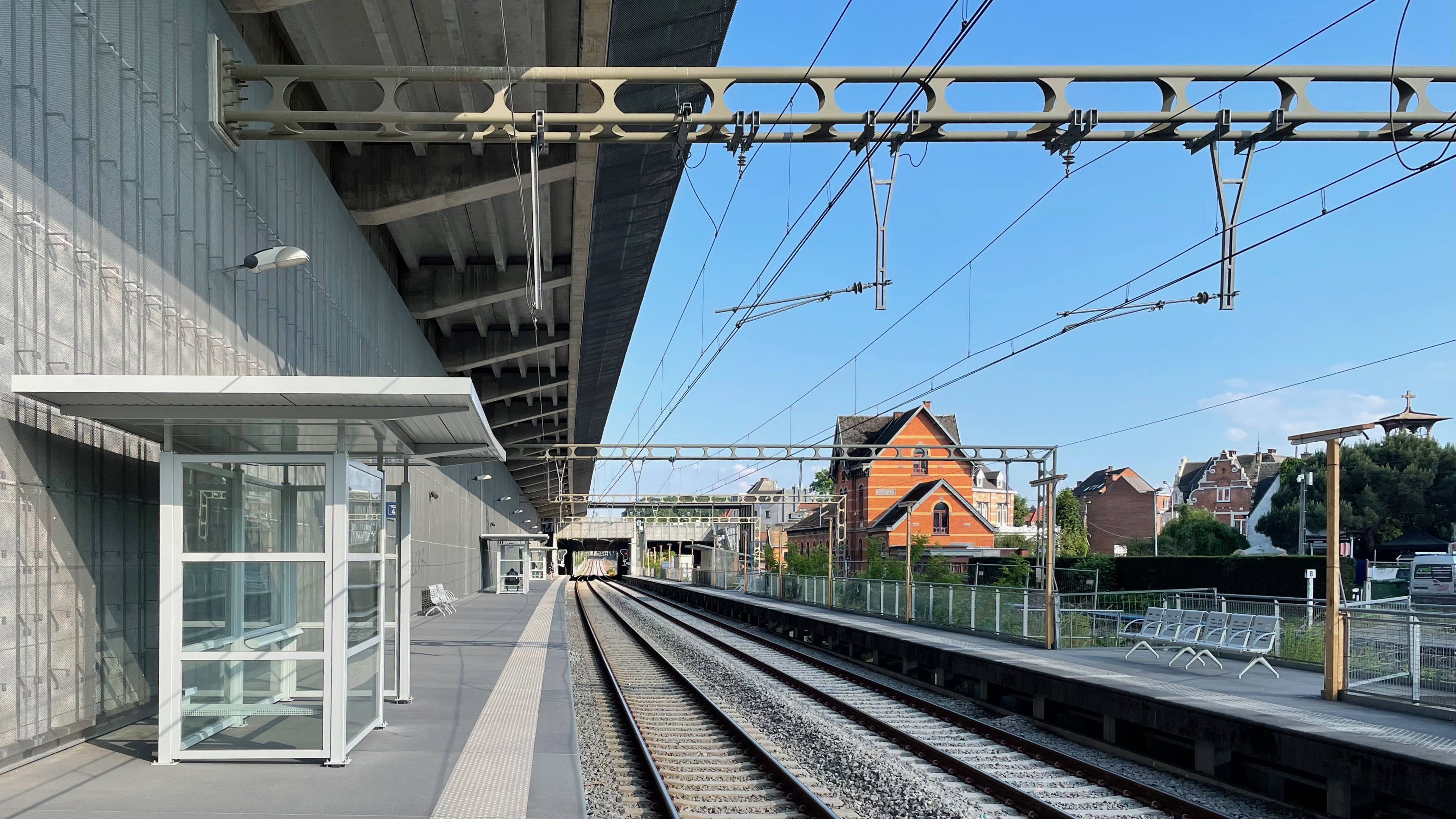
Zicht op het nieuwe perron

## Reizigerstellingen
De grafiek en tabel geven het gemiddeld aantal instappende reizigers weer op een week-, zater- en zondag.
| Tabel: aantal instappende reizigers station Genval | Tabel: aantal instappende reizigers station Genval | Tabel: aantal instappende reizigers station Genval | Tabel: aantal instappende reizigers station Genval |
|                                                    | Weekdag                                            | Zaterdag                                           | Zondag                                             |
| -------------------------------------------------- | -------------------------------------------------- | -------------------------------------------------- | -------------------------------------------------- |
| 1977                                               | 1 766                                              | 276                                                | 185                                                |
| 1978                                               | 1 469                                              | 373                                                | 255                                                |
| 1979                                               | 1 608                                              | 412                                                | 247                                                |
| 1980                                               | 1 443                                              | 392                                                | 236                                                |
| 1981                                               | 1 362                                              | 317                                                | 285                                                |
| 1982                                               | 1 365                                              | 292                                                | 221                                                |
| 1983                                               | 1 342                                              | 280                                                | 179                                                |
| 1984                                               | 928                                                | 233                                                | 176                                                |
| 1985                                               | 969                                                | 267                                                | 193                                                |
| 1986                                               | 842                                                | 230                                                | 181                                                |
| 1987                                               | 761                                                | 308                                                | 221                                                |
| 1988                                               | 833                                                | 244                                                | 222                                                |
| 1989                                               | 1 034                                              | 280                                                | 163                                                |
| 1990                                               | 795                                                | 271                                                | 179                                                |
| 1991                                               | 999                                                | 293                                                | 222                                                |
| 1992                                               | 1 050                                              | 240                                                | 197                                                |
| 1993                                               | 1 162                                              | 269                                                | 191                                                |
| 1994                                               | 1 292                                              | 290                                                | 194                                                |
| 1995                                               | 1 248                                              | 319                                                | 229                                                |
| 1996                                               | 1 312                                              | 328                                                | 200                                                |
| 1997                                               | 1 185                                              | 307                                                | 250                                                |
| 1998                                               | 1 363                                              | 298                                                | 267                                                |
| 1999                                               | 1 265                                              | 263                                                | 196                                                |
| 2000                                               | 1 353                                              | 319                                                | 314                                                |
| 2001                                               | 1 414                                              | 340                                                | 250                                                |
| 2002                                               | 1 419                                              | 397                                                | 262                                                |
| 2003                                               | 1 418                                              | 336                                                | 266                                                |
| 2004                                               | 1 642                                              | 376                                                | 264                                                |
| 2005                                               | 1 729                                              | 510                                                | 346                                                |
| 2006                                               | 1 799                                              | 474                                                | 300                                                |
| 2007                                               | 1 734                                              | 448                                                | 296                                                |
| 2008                                               | -                                                  | -                                                  | -                                                  |
| 2009                                               | 1 738                                              | 368                                                | 273                                                |
| 2010                                               | -                                                  | -                                                  | -                                                  |
| 2011                                               | -                                                  | -                                                  | -                                                  |
| 2012                                               | 1 681                                              | 367                                                | 282                                                |
| 2013                                               | 1 590                                              | 300                                                | 285                                                |
| 2014                                               | 1 645                                              | 336                                                | 253                                                |
| 2015                                               | 1 421                                              | 295                                                | 228                                                |
| 2016                                               | 1 651                                              | 212                                                | 212                                                |
| 2017                                               | 1 668                                              | 322                                                | 254                                                |
| 2018                                               | 1 308                                              | 428                                                | 314                                                |
| 2019                                               | 1 493                                              | 378                                                | 391                                                |
| 2020                                               | 915                                                | 274                                                | 256                                                |
| 2021                                               | -                                                  | -                                                  | -                                                  |
| 2022                                               | 1 513                                              | 486                                                | 492                                                |
| 2023                                               | 1 402                                              | 434                                                | 353                                                |
| 2024                                               | 1 472                                              | 382                                                | 307                                                |

0,0: Schaarbeek ·
3,5: Koninklijke-Sint-Mariastraat ·
4,4: Rogierstraat ·
5,1: Leuvensesteenweg ·
5,8: Brussel-Schuman ·
6,1: Wetstraat ·
7,0: Brussel-Luxemburg ·
8,0: Mouterij ·
8,9: Etterbeek ·
10,1: Watermaal ·
12,0: Bosvoorde ·
13,9: Zoniënwoud ·
17,0: Groenendaal ·
18,9: Hoeilaart ·
20,0: Bakenbos ·
22,0: Terhulpen ·
23,2: Genval ·
25,2: Rixensart ·
27,7: Profondsart ·
29,0: Le Buston ·
30,0: Ottignies ·
36,0: Mont-Saint-Guibert ·
38,0: Blanmont ·
40,0: Chastre ·
41,9: Ernage ·
45,0: Gembloers ·
47,6: Lonzée ·
50,9: Beuzet ·
53,0: Saint-Denis-Bovesse ·
56,0: Rhisnes ·
62,0: Namen